# Scinax strigilatus
A Scinax strigilatus a kétéltűek (Amphibia) osztályának békák (Anura) rendjébe és a levelibéka-félék (Hylidae) családjába tartozó faj.

## Előfordulása
A faj Brazília endemikus faja. Természetes élőhelye folyók, édesvizű mocsarak, időszaki édesvizű mocsarak.